# Gledi Mici
Gledi Mici (ur. 6 lutego 1991 w Tiranie) – albański piłkarz, były członek albańskich reprezentacji U-17 i U-21, w 2021 roku reprezentant Kosowa.